# Otto Andreas Lowson Mørch
Otto Andreas Lowson Mørch, auch Otto Mörch, (* 17. Mai 1828 in Lund; † 1878 in Nizza) war ein dänischer Malakologe.

## Leben
Mørch wurde als Sohn eines dänischen Vaters, der Gärtner im Botanischen Garten war, und einer schwedischen Mutter in Lund geboren. Die Familie zog später nach Kopenhagen, wo sein Vater am Botanischen Garten am Schloss Charlottenborg war und wo er aufwuchs. 1844 wurde er Assistent von Heinrich Beck (1799–1863), der die Conchyliensammlung des dänischen Kronprinzen Christian VIII. verwaltete.
Später wurde Mørch am Zoologischen Museum (Universität Kopenhagen) Assistent von Japetus Steenstrup. 1868 erhielt er einen Ehrendoktor der Universität Göttingen.
Er befasste sich neben Malakologie auch mit Paläontologie in Zusammenarbeit mit Frederik Johnstrup (1818–1894), besonders über Fossilien des Tertiär und der Kreide von Dänemark und Island. Bei seinem Tod blieb eine große Monographie über die Fossilien der Cragformation in Island unvollendet.
Mørch erkrankte an Tuberkulose und reiste um sich auszukurieren nach Südfrankreich. Er starb 1878 in Nizza und fand dort auch seine letzte Ruhestätte.